# 普雷圣热尔韦站
普雷圣热尔韦站（法語：Pré Saint-Gervais）是巴黎地鐵的一個車站，也是巴黎地鐵7號線支線在東端的起點站，位於巴黎19區，得名于通向勒普雷圣热尔韦的勒普雷圣热尔韦路。普雷圣热尔韦站開業於1911年1月18日。

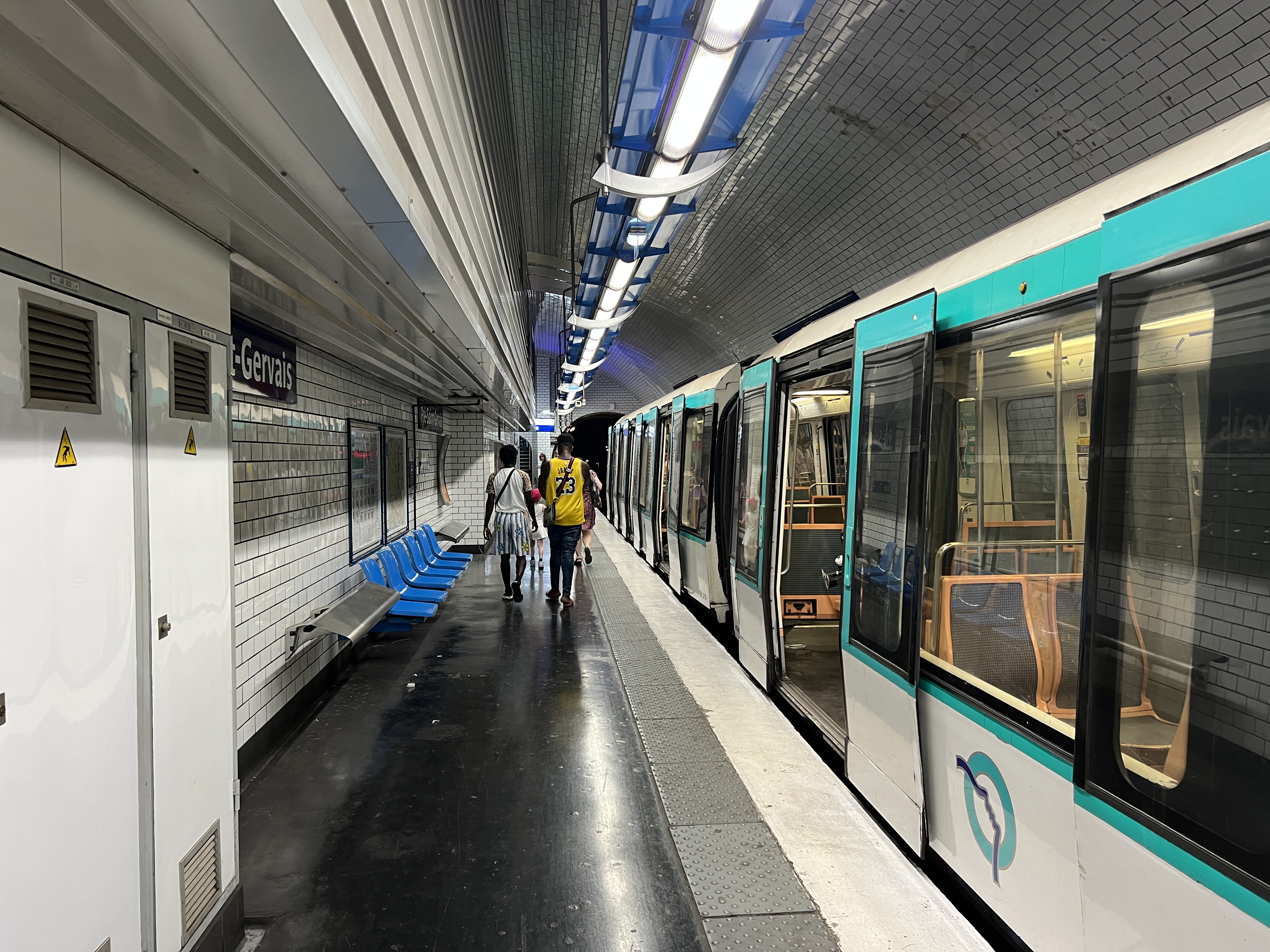
月台（2022年6月）

## 車站結構
| 街道層        |                       |                       |
| B1            | 月台連接夾層          |                       |
| 7號線支線月台 | 內行                  | 無定期服務            |
| 7號線支線月台 | 島式月台，左/右側開門 |                       |
| 7號線支線月台 | 內行                  | 往路易·布朗（多瑙河） |